# Gustava Emilie Grüner
Gustava Louise Georgia Emilie Grüner (født 3. februar 1870 i København (andet sted Altona), død 24. august 1929 i Helsingør) var en dansk maler.

## Livet

### Familien
Gustava Louise Georgia Emilie Grüner var datter af Hans Gustav Grüner, oberstløjtnant, kammerherre og hofjægermester såvel som godsejer på Høstemark og Egense Kloster i Jylland, og hans anden kone Marie Achtonia Colette (født Sandholt) (1837–1871).

### Uddannelse
Gustava Louise Georgia Emilie Grüner fik sin maleruddannelse i 1894 ved Malthe Engelsted og gik i Paris på Académie Colarossi; hun var også elev af Gustave Courtois og Lucien Simon.

### Kunstnerisk Virke
I tidsrummene fra 1899 til 1900, 1901 til 1902, 1902 til 1903 og i 1926 tog Gustava Louise Georgia Emilie Grüner på studierejser til Paris, i 1904 til Tyrol, derudover på flere rejser til Italien, hvor hun besøgte Rom, Capri og egnen omkring Valence. Gentagne gange opholdte hun sig i Norge og rejste også i Sverige og Tyskland.
Gustava Louise Georgia Emilie Grüners billeder er præget af hendes uddannelse i Frankrig og motiverne og stilen er påvirket af hendes ophold i Paris og Italien.
I hendes store familiebillede af familien Leunbach, som hun lavede i tidsrummet 1906-07 findes nogle fællestræk med figurernes fremstilling med Viggo Johansens store figurkompositioner.
Hendes billeder tilordnes oprindeligt naturalismen og hun tegnede i dæmpede farver en bred palet af landskabs- og blomstermaleri, interiørbilleder og figurkompositioner.
Hendes yndet emne var dog portrætmaleri, særligt børneportrætter. Men en fin iagttagelse og en næse for det maleriske kunne hun fremhæve det særlige i modellen.

## Værker
- Portrætgruppe Familien Leunbach (1906–1907).
- ved kilden (1910)
- Interiør med klaver (1913).
- Portræt af Dr. med. Niels Christian Kjærgaard (1913).
- Fra haven af Villa Borghese (Udstilling 1920).
- Portræt af Malthe Engelsted (1925).
- Potte med gule blomster (Udstilling 1929).

## Udstillinger (Udvalg)
- Charlottenborg: 1896, 1898, 1901, 1904, 1907–1909, 1912–1913, 1915, 1917 og 1919–1929.
- Aarhus 1909.
- Kvindelige Kunstneres retrospektive Udstilling 1920.
- Charlottenborg: Enkeltudstilling 1918 og mindeudstilling 1929.